# Camafeo de Sapor I capturando a Valeriano

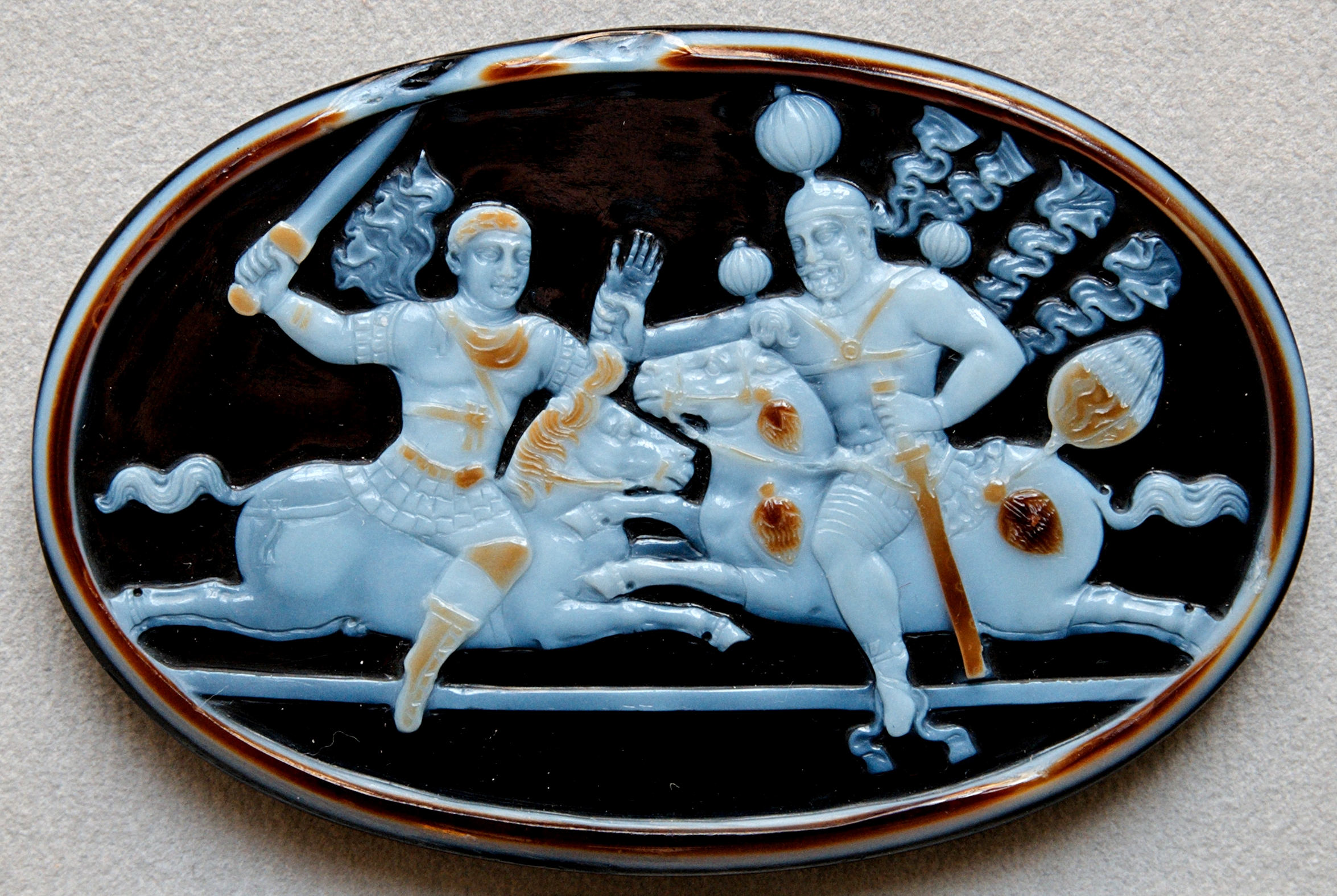
Camafeo con Sapor I y Valeriano.

El Camafeo de Sapor I capturando a Valeriano  se encuentra en exhibición en el Cabinet des Médailles de la Biblioteca Nacional de Francia en París. Tiene el número de inventario "Camée 360" y fue comprado en 1893. El famoso camafeo tiene 6,8 cm de alto por 10,3 cm de ancho y está tallado en sardónica, y se cree que data del año 260. Para la talla, se aprovecharon las capas de diferentes colores de este tipo de piedra. El fondo es oscuro, las figuras son blancas y los detalles son otra vez oscuros ya que están a un nivel más alto.
El camafeo presenta a dos jinetes. Ambos caballos vuelan al galope. A la derecha aparece el rey sasánida Sapor I (reinado 241–272). Lleva un casco con una cresta adornada con un globo de plumas recogidas. Sus hombros también lucen globos similares más pequeños. Su brazo derecho sujeta el brazo izquierdo del emperador romano Valeriano (reinado 253–260). El emperador sostiene en su mano derecha una espada (gladius) en alto. Es barbilampiño y tiene en su cabeza una corona de laurel, identificándole como un emperador romano. Aunque el cliente probablemente era de origen sasánida, el estilo es grecorromano, como presumiblemente también lo era el artista.
La escena muestra probablemente la captura del emperador Valeriano por Sapor I en la Batalla de Edesa en 260. La batalla fue un gran éxito para las tropas sasánidas, ya que lograron apoderarse de un emperador romano, un acontecimiento que fue celebrado en varios monumentos.
En 256 los sasánidas conquistaron la ciudad griega de Antioquía y parece probable que muchos artesanos y artistas fueran llevados. Es posible que el camafeo fuera hecho por uno de tales artistas. Las gemas talladas fueron una invención tolemaica y un arte común en la época grecorromana que también fue adoptado por los sasánidas. El diseño del camafeo de Sapor combina ambos estilos, romano y sasánida.